# Temporada da NHL de 1961–62
A temporada da NHL de 1961–62 foi a 45.ª  temporada da National Hockey League (NHL). Seis times jogaram 70 partidas cada.  O Toronto Maple Leafs foi o campeão da NHL ao derrotar  o Chicago Black Hawks por 4-2.

## Negócios da Liga
Em um encontro entre  os donos e governantes, Conn Smythe apresentou sua saída do cargo de governante de Toronto, para ser substituído pelo seu filho, Stafford Smythe. Após isso, Conn Smythe foi nomeado governador honorário.

## Pré-temporada
Uma grande negociação ocorreu entre o Montreal Canadiens e o New York Rangers, com Doug Harvey e Albert Langlois indo para os Rangers por Lou Fontinato. Harvey foi nomeado o jogador-treinador dos Rangers.
Em uma partida amistosa em Trail, Jean Beliveau rompeu os ligamentos do joelho e ficou por um tempo sem atuar. Isso seguiu uma lesão de joelho em Dickie Moore.
Diversos obstáculos para o campeão da NHL Chicago Black Hawks aconteceram. Stan Mikita, Reg Fleming e Dollard St. Laurent recusaram-se a assinar seus contratos, mas eventualmente chegaram a um termo.

## Temporada Regular
Glenn Hall recebeu uma das maiores aclamações da história da NHL um pouco antes do início do Jogo das Estrelas. Ele teve dificuldade em conter suas emoções com as tremendas boas-vindas que recebeu. O Time das Estrelas venceu os Black Hawks por 3–1.
Doug Harvey marcou um gol em sua estreia como jogador-treinador dos Rangers quando eles trucidaram o Boston Bruins por 6–2 no Boston Garden. Os Rangers superaram os Bruins novamente no Madison Square Garden por 6–3, com Andy Bathgate fazendo um hat-trick e Camille Henry marcando duas vezes.
Montreal bateu os Rangers por 3–1 em sua estreia em casa, com Henri Richard liderando o caminho com dois gols, jogando com Beliveau e Moore, dois machucados os quais não se esperava que jogassem. Doug Harvey foi ovacionado pela torcida, quando patinou sob o uniforme dos Rangers. A nova dupla defensiva de Al MacNeil e Lou Fontinato teve uma boa exibição.
Earl Ingarfield, Sr. teve um hat-trick em 19 de novembro no triunfo dos Rangers sobre os Maple Leafs por 5–3. Os Broadway Blueshirts estavam mostrando algum poder, e três noites depois, Doug Harvey fez três assistências  e Gump Worsley não levou gol na goleada dos Rangers sobre os Red Wings por 4–0. A vitória colocou os Rangers no primeiro lugar  e na noiteseguinte eles superaram os Bruins por 4–3, com Harvey marcando o tento vencedor.
Ab McDonald fez um hat-trick em 6 de dezembro, quando Chicago estraçalhou os Rangers por 8–3 no Madison Square Garden. Red Hay teve quatro assistências pelos Black Hawks.
Toronto chegou à primeira posição em 10 de janeiro, quando derrotaram os Bruins por 7–5. Frank Mahovlich marcou 2 gols em seu 24° aniversário e Dave Keon também teve dois gols.
Glenn Hall jogou sua 500° partida consecutiva em 17 de janeiro, mas foi derrotado por 7–3 pelo Montreal. Em uma causa perdida, Bobby Hull marcou dois gols, incluindo seu 20° na temporada. Glenn Hall recebeu um carro de James D. Norris, presidente dos Black Hawks.
Percy LeSueur, famoso goleiro de Ottawa na antiga NHA, morreu em 28 de janeiro de 1962, aos 79 anos.
Bobby Hull marcou quatro gols em 1° de feveiro, quando os Black Hawks bateram Detroit por 7–4.
Os Rangers derrotaram os Red Wings por 3–2 em casa em 14 de março, mas os dois melhores momentos foram o 500° gol de Gordie Howe em Gump Worsley e a cobrança de pênalti do jogador dos Rangers Andy Bathgate. Howe recebeu um passe de Alex Delvecchio e fez um grande movimento para  passar por Doug Harvey. Howe mudou para uma finalização de  mão esquerda e bateu Worsley com um backhand para o seu 500° gol. No meio do terceiro período, Dean Prentice tinha o caminho livre e patinava em direção ao gol de Detroit, quando Hank Bassen, goleiro de Detroit, usou seu taco para interromper a jogada. O árbitro Eddie Powers marcou pênalti, mas de alguma forma esqueceu que as regras haviam sido modificadas nessa temporada, o que significava que o jogador atingido deveria cobrar o pênalti, e não seus colegas, e Powers 
permitiu que Andy Bathgate cobrasse. Bathgate deu a Bassen algumas de suas dicas astutas e Bassen baqueou em sua frente, dando a  Bathgate a chance de detonar o disco na rede pelo gol da vitória. Dali, os Rangers seguraram e fizeram o playoff pela primeira vez desde 1958.
Bobby Hull chegou ao clube dos 50 gols quando ele marcou seu 50° gol na marca dos cinco minutos do primeiro período, quando o Chicago Black Hawks bateu o New York Rangers por 4–1 em pleno Madison Square Garden, no jogo final da temporada.
As primeiras 43 temporadas viram apenas um jogador marcar 50 gols, Maurice "Rocket" Richard. Na última temporada, todavia, em 1960–61, Bernie Geoffrion marcou 50. Essa temporada viu outro jogador marcar 50 gols: Bobby Hull, do Chicago Black Hawks. Desse ponto em diante, a maioria das temporadas veriam ao menos um jogador marcar 50 gols em uma temporada. 

### Classificação Final
Nota: PJ = Partidas Jogadas, V = Vitórias, D = Derrotas, E = Empates, Pts = Pontos, GP = Gols Pró, GC = Gols Contra

Times que se classificaram aos play-offs estão destacados em negrito
| National Hockey League | PJ | V  | D  | E  | GP  | GC  | Pts |
| ---------------------- | -- | -- | -- | -- | --- | --- | --- |
| Montreal Canadiens     | 70 | 42 | 14 | 14 | 259 | 166 | 98  |
| Toronto Maple Leafs    | 70 | 37 | 22 | 11 | 232 | 180 | 85  |
| Chicago Black Hawks    | 70 | 31 | 26 | 13 | 217 | 186 | 75  |
| New York Rangers       | 70 | 26 | 32 | 12 | 195 | 207 | 64  |
| Detroit Red Wings      | 70 | 23 | 33 | 14 | 184 | 219 | 60  |
| Boston Bruins          | 70 | 15 | 47 | 8  | 177 | 306 | 38  |

### Artilheiros
PJ = Partidas Jogadas, G = Gols, A = Assistências, Pts = Pontos, PEM = Penalizações em Minutos
| Jogador         | Time                | PJ | G  | A  | Pts | PEM |
| --------------- | ------------------- | -- | -- | -- | --- | --- |
| Bobby Hull      | Chicago Black Hawks | 70 | 50 | 34 | 84  | 35  |
| Andy Bathgate   | New York Rangers    | 70 | 28 | 56 | 84  | 44  |
| Gordie Howe     | Detroit Red Wings   | 70 | 33 | 44 | 77  | 54  |
| Stan Mikita     | Chicago Black Hawks | 70 | 25 | 52 | 77  | 97  |
| Frank Mahovlich | Toronto Maple Leafs | 70 | 33 | 38 | 71  | 87  |
| Alex Delvecchio | Detroit Red Wings   | 70 | 26 | 43 | 69  | 18  |
| Ralph Backstrom | Montreal Canadiens  | 66 | 27 | 38 | 65  | 29  |
| Norm Ullman     | Detroit Red Wings   | 70 | 26 | 38 | 64  | 54  |
| Bill Hay        | Chicago Back Hawks  | 60 | 11 | 52 | 63  | 34  |
| Claude Provost  | Montreal Canadiens  | 70 | 33 | 29 | 62  | 22  |

## Playoffs

### Séries
Os Black Hawks retornaram à final ao derrotarem o primeiro colocado Canadiens por 4-2 em uma semifinal. Na outra, o segundo colocado Maple Leafs bateu os Rangers, também em 6 jogos, para avançar à final. 

### Final
Na final, os  Maple Leafs derrotariam os atuais campeões em seis jogos. Seria a primeira de três Stanley Cups consecutivas vencidas pelos Maple Leafs. 

## Prêmios da NHL
| 1961–62 NHL awards            | 1961–62 NHL awards                 |
| ----------------------------- | ---------------------------------- |
| Troféu Príncipe de Gales:     | Montreal Canadiens                 |
| Troféu Art Ross:              | Bobby Hull, Chicago Black Hawks    |
| Troféu Memorial Calder:       | Bobby Rousseau, Montreal Canadiens |
| Troféu Memorial Hart:         | Jacques Plante, Montreal Canadiens |
| Troféu Memorial James Norris: | Doug Harvey, New York Rangers      |
| Troféu Memorial Lady Byng:    | Dave Keon, Toronto Maple Leafs     |
| Troféu Vezina:                | Jacques Plante, Montreal Canadiens |

### Times das Estrelas
| Primeiro Time                       | Position | Segundo Time                         |
| ----------------------------------- | -------- | ------------------------------------ |
| Jacques Plante, Montreal Canadiens  | G        | Glenn Hall, Chicago Black Hawks      |
| Doug Harvey, Montreal Canadiens     | D        | Carl Brewer, Toronto Maple Leafs     |
| Jean-Guy Talbot, Montreal Canadiens | D        | Pierre Pilote, Chicago Black Hawks   |
| Stan Mikita, Chicago Black Hawks    | C        | Dave Keon, Toronto Maple Leafs       |
| Andy Bathgate, New York Rangers     | RW       | Gordie Howe, Detroit Red Wings       |
| Bobby Hull, Chicago Black Hawks     | LW       | Frank Mahovlich, Toronto Maple Leafs |

## Estreias
O seguinte é uma lista de jogadores importantes que jogaram seu primeiro jogo na NHL em 1961-62 (listados com seu primeiro time, asterisco(*) marca estreia nos play-offs):
- Ed Westfall, Boston Bruins
- Pat Stapleton, Boston Bruins
- Pit Martin, Detroit Red Wings
- Red Berenson, Montreal Canadiens
- Vic Hadfield, New York Rangers
- Gerry Cheevers, Toronto Maple Leafs

## Últimos Jogos
O seguinte é uma lista de jogadores importantes que jogaram seu último jogo na NHL em 1961-62 (listados com seu último time):
- Dollard St. Laurent, Chicago Black Hawks
- Leo Labine, Detroit Red Wings
- Marcel Bonin, Montreal Canadiens
- Johnny Wilson, New York Rangers
- Bert Olmstead, Toronto Maple Leafs

## Ligações Externas
- Hockey Database
- NHL.com